# Zona de convergência intertropical

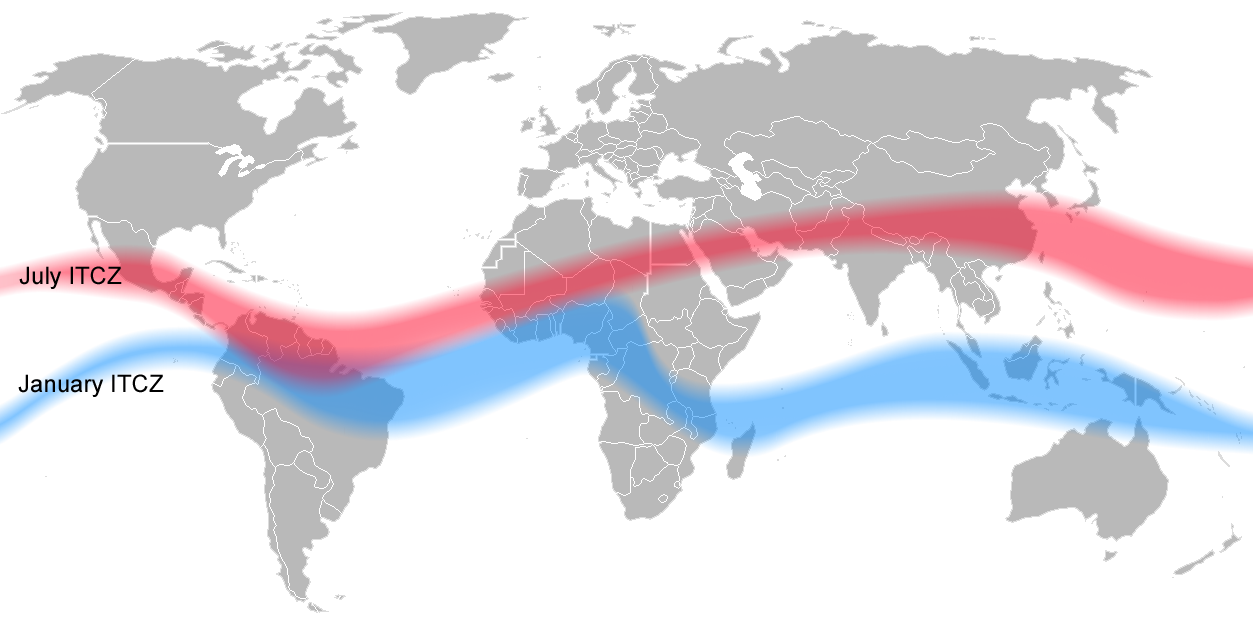
Posição média da zona de convergência intertropical nos meses de julho (vermelho) e janeiro (azul)

Zona de convergência intertropical (ZCIT) é um sistema meteorológico relevante em atividade nos trópicos, parte integrante da circulação geral da atmosfera, que está situado no ramo ascendente da célula de Hadley. Atua no sentido de transferir calor e umidade dos oceanos dos níveis inferiores da atmosfera das regiões tropicais para os níveis superiores da troposfera e para médias e altas latitudes. É uma região de baixa pressão, com convergência de escoamento em baixos níveis e divergência em altos níveis, e é a principal fonte de precipitação nos trópicos, responsável por condições de mau tempo sobre extensa área e desenvolvimento vertical das nuvens que se estende até a alta troposfera das regiões tropicais.